# Арнуль V (граф Лоона)
Арнуль V (фр. Arnoul V de Looz; ум. 22 августа 1327) — граф Лоона в 1278—1323 годах, граф Шини в 1299—1313 годах (под именем Арнуль III).

## Биография
Родился ок. 1265 года. Сын Жана I де Лооза (ум. 19 января 1278) и его первой жены Матильды Юлихской.
Участвовал в феодальных войнах с архиепископом Кёльна Зигфридом фон Вестербургом, попал в плен и был вынужден заплатить большой выкуп.
В 1280 году уступил своим единоутробным братьям Жану и Жакмену сеньории Вар, Ажимон и Живе.
В 1288 году во главе отряда Жана I Брабантского участвовал в битве при Воррингене.
В 1299 году после смерти своего дяди Луи V, не оставившего сыновей, унаследовал графство Шини.
Ещё при жизни передал старшему сыну — Луи IV — сначала Шини (1313), а затем и Лоон (1323).
Умер 22 августа 1327 года, похоронен в аббатстве Авербоде.

## Брак и дети
Жена (свадьба 27 июля 1280) — Маргарита де Вианден (ум. 1318), дама де Первез и де Гремберген, дочь Филиппа I, графа де Вианден, и Марии Лувенской. Дети:
- Луи IV (ум. 1336) — граф Лоона и Шини
- Матильда (1282—1313), с не позднее 1299 жена Готфрида II фон Хайнсберга. Их сын Дитрих фон Хайнсберг в 1336 году унаследовал Лоон.
- Гильом, умер при жизни отца
- Мария (ум. 1325), муж — Герхард ван Дист, шателен Анвера
- Иоланда, муж — Дитрих Луф фон Клеве, граф фон Хюльхрат
- Жанна, дама де Кетбек, жена Арнуля де Веземаля и Гильома д’Ореи
- Маргарита, жена Гильома де Дюра.